# Philippe Le Jeune
Philippe Le Jeune (Uccle, 15 de junio de 1960) es un jinete belga que compitió en la modalidad de salto ecuestre.
Ganó tres medallas en el Campeonato Mundial de Saltos Ecuestres, en los años 2002 y 2010.

## Palmarés internacional
| Campeonato Mundial | Campeonato Mundial            | Campeonato Mundial | Campeonato Mundial |
| Año                | Lugar                         | Medalla            | Categoría          |
| ------------------ | ----------------------------- | ------------------ | ------------------ |
| 2002               | Jerez de la Frontera (España) | Medalla de bronce  | Por equipos        |
| 2010               | Lexington (Estados Unidos)    | Medalla de oro     | Individual         |
| 2010               | Lexington (Estados Unidos)    | Medalla de bronce  | Por equipos        |